# I-バス
i-バス（アイバス）は、愛知県一宮市が運行するコミュニティバス。正式名称は「一宮市循環バス」。
i-バスの「i」は、一宮市（Ichinomiya）の「i」と「愛」を意味し、筆記体を使うことで「歩いている人」を表現している。なお、東京都稲城市の「iバス」と異なり、「i」と「バス」の間にはハイフンが入る。愛称や車両デザインは市民公募により決定された。
一宮地区を運行する「一宮コース」、尾西地区を運行する「尾西北コース」「尾西南コース」、木曽川地区を運行する「木曽川・北方コース」の4コースは、名鉄バス一宮営業所に運行委託している。また、旧「生活交通バス」を引き継いだ「千秋町コース」「大和町・萩原町コース」の2コースは、スイトトラベルに運行委託している。

## 概要
6路線が運行されており、各コースにはラインカラーと系統番号が付与されている。2019年（令和元年）10月1日より、名鉄バス一宮営業所管内で系統番号が導入されたことに合わせて、系統番号が導入された。i-バスの系統番号は100番台である。スイトトラベルが担当する、旧生活交通バスの路線にも系統番号が付されている。
毎日運行だが、年末年始（12月29日 - 1月3日）は運休となる。
バスの本数は1日当たり、一宮コースが11往復、尾西北コースと木曽川・北方コースが各9便、尾西南コースが8往復、千秋町コースが7往復、大和町・萩原町コースが10往復。

### 運賃
いずれも均一運賃だが、運賃後払い方式となっている。
- 一宮コース：大人200円、小学生100円、未就学児は無料[3]。但し、エコハウス138〜木曽川庁舎間は大人100円、小学生50円である。
  - 障害者手帳（身体障害者手帳・療育手帳・精神障害者保健福祉手帳）所持者と介助者1名まで半額[3]。但し、エコハウス138〜木曽川庁舎間は大人50円、小学生30円である。

- 尾西北コース、尾西南コース、木曽川・北方コース：小学生以上100円、未就学児は無料[3]。
  - 障害者割引運賃の設定なし[3]。

- 千秋町コース[8]、大和町・萩原町コース[9]（旧生活交通バス）：大人200円、小学生100円、未就学児は無料[8][9]。
  - 障害者手帳（身体障害者手帳・療育手帳・精神障害者保健福祉手帳）所持者と介助者1名まで半額[8][9]。

※ 運賃収入支払いには、名鉄バスが担当する路線では交通系ICカードmanacaも使用できるが、マイレージポイントは付かない。

### 乗車券類
i-バス全コースで使用できる専用回数券（1セット価格：1,000円、100円券11枚綴り）を発売している。
一日乗車券は、i-バス専用「コミュニティバス1日乗車券」（車内のみ販売）、一宮市内の名鉄バスと共通利用できる一日乗車券「一宮おでかけバス手形」を発売している。なお、「一宮おでかけバス手形」は、旅客自身で乗車月日を選び、スクラッチで削る方式であるため，前売が可能である。。
乗車券類は、i-バス車内や市役所などのほか、一宮駅バスターミナル（名鉄バス一宮出札）でも販売しており、車内での販売枚数には限りがあり、売切で販売できない可能性があるため，市では一宮駅バスターミナルでの事前購入を推奨している。

## 沿革
- 1955年（昭和30年）
  - 4月1日 - 一宮市が大和町および萩原町を編入合併。
  - 4月7日 - 一宮市が千秋村を編入合併。
- 1998年（平成10年）10月1日 - 旧・尾西市で「尾西市公共施設巡回バス」運行開始。
- 2001年（平成13年）4月1日 - 旧・一宮市で現在の一宮コースを運行開始。
- 2005年（平成17年）4月1日 - 一宮市が尾西市と木曽川町を編入合併。尾西市公共施設巡回バスを「一宮市尾西地域公共施設巡回バス」に改称。
- 2007年（平成19年）
  - 2月 - 第1回一宮市地域公共交通会議において、新規路線として尾西北コース、尾西南コース、木曽川・北方コースの運行と、現在の一宮コースのルート変更を全会一致により提議。
  - 6月30日 - 尾西地域公共施設巡回バスを廃止。i-バス尾西北コース、尾西南コースへ再編される。
  - 7月1日 - 一宮コース、尾西北コース、尾西南コース、木曽川・北方コースの4系統5路線になる。
  - 11月1日 - 生活交通バスを運行開始[5]。
- 2009年（平成21年）2月 - 店舗統合に伴い、バス停留所名を「ユーストア妙興寺店」から「ピアゴ妙興寺店」へ変更。
- 2010年（平成22年）4月1日 - 一宮コース、尾西北コースで、乗降方法を中乗り前降りに変更。生活交通バスとの共通回数券を発売開始。
- 2011年（平成23年）2月11日 - 名鉄バスが担当する路線でmanacaを導入。
- 2013年（平成25年）10月1日 - ダイヤ改正。
- 2014年（平成26年）4月1日 - 一宮コースの経路変更、運賃改正。市内全バス路線で利用可能な一日乗車券「一宮おでかけバス手形」を再発売。
- 2015年（平成27年）4月1日 - 尾西北コース、尾西南コース、木曽川・北方コースの経路変更。ダイヤ改正。
- 2016年（平成28年）
  - 4月1日 - 生活交通バスをi-バスに統合[5][13]。「ふれあいバス」の愛称とスイトトラベルへの運行委託を継続[5][13]。
  - 7月1日 - i-タクシーの試験運行を開始。
- 2018年（平成30年）4月1日 - i-タクシーをi-バスミニに改称。

## 現行路線

### 一宮コース
系統番号は138。往復運行（片道60分を2台で運行）。車両は車椅子対応の中型バス（名鉄バスオリジナルカラー）。
2013年（平成25年）10月1日にルートを改正。木曽川庁舎 - エコハウス138を延長、起終点を名鉄名古屋本線・尾西線 名鉄一宮駅から木曽川庁舎、市民病院前に変更。同時に運賃を変更するなど大幅な変更がなされた。
木曽川庁舎停留所で木曽川・北方コース・名鉄バス、エコハウス138停留所、一宮西病院停留所で尾西北コース、一宮駅停留所で大和町・萩原町コース・名鉄バスへそれぞれ乗り換え可能。
| 起点 および 終点 | 主な経由地    | 主な経由地 | 主な経由地 | 主な経由地 | 主な経由地 | 起点 および 終点 |
| ---------------- | ------------- | ---------- | ---------- | ---------- | ---------- | ---------------- |
| 木曽川庁舎       | エコハウス138 | 西一宮駅   | 一宮駅     | 市役所     | 市民会館   | 市民病院         |

### 尾西北コース
系統番号は150。一宮市尾西地域公共施設巡回バスを再編。往復運行（一部循環70分運行）。車両は車椅子対応の中型バス（名鉄バスオリジナルカラー）。
エコハウス138・一宮西病院停留所で一宮コースと接続。尾西庁舎・郷北停留所で尾西南コースと接続。尾張中島停留所で名鉄バスに接続。
| 起点          | 主な経由地 | 主な経由地 | 主な経由地 | 終点          |
| ------------- | ---------- | ---------- | ---------- | ------------- |
| エコハウス138 | 一宮西病院 | 奥町駅     | 尾西庁舎   | エコハウス138 |

### 尾西南コース
系統番号は160。一宮市尾西地域公共施設巡回バスを再編。尾西庁舎⇔萩原駅間の往復運行。車両は車椅子対応の小型バスで色は青色。
尾西庁舎(庁舎西)・郷北停留所で尾西北コースと接続。尾張中島・尾西公園・朝日東小学校停留所で名鉄バスに接続。
| 起点 および 終点 | 主な経由地   | 主な経由地 | 主な経由地   | 主な経由地       | 起点 および 終点 |
| ---------------- | ------------ | ---------- | ------------ | ---------------- | ---------------- |
| 萩原駅           | 朝日東小学校 | 冨田団地   | 尾西記念病院 | ゆうゆうのやかた | 尾西庁舎         |

### 木曽川・北方コース
系統番号は170。2007年（平成19年）に新設された路線。右回り循環運行のみ（1循環60分）。車両は車椅子対応の小型バスで色は緑色。
木曽川庁舎停留所で一宮コース・名鉄バスと接続。山郷西停留所で名鉄バスに接続。
| 起点       | 主な経由地 | 主な経由地     | 主な経由地   | 主な経由地 | 主な経由地     | 主な経由地 | 主な経由地   | 終点       |
| ---------- | ---------- | -------------- | ------------ | ---------- | -------------- | ---------- | ------------ | ---------- |
| 木曽川庁舎 | 玉ノ井駅東 | 北保健センター | 北方町出張所 | 山郷西     | 木曽川市民病院 | JR木曽川駅 | 木曽川体育館 | 木曽川庁舎 |

### 千秋町コース
系統番号は110。旧生活交通バスの路線で、愛称は「千秋ふれあいバス」。スイトトラベルが運行受託。かつての名鉄バス千秋線（2002年廃止）に準じた路線である。
| 起点       | 主な経由地 | 主な経由地 | 主な経由地 | 主な経由地 | 終点     |
| ---------- | ---------- | ---------- | ---------- | ---------- | -------- |
| 一宮駅東口 | 市民病院南 | 赤見       | ウキナオ   | 穂積塚本   | 千秋病院 |

### 大和町・萩原町コース
系統番号は120。旧生活交通バスの路線で、愛称は「ニコニコふれあいバス」。スイトトラベルが運行受託。
| 起点       | 主な経由地 | 主な経由地     | 主な経由地 | 主な経由地 | 主な経由地     | 主な経由地 | 終点       |
| ---------- | ---------- | -------------- | ---------- | ---------- | -------------- | ---------- | ---------- |
| 一宮駅西口 | 博物館西   | 大和南中学校東 | 道場鳥居前 | 萩の里     | 大和南中学校東 | 博物館西   | 一宮駅西口 |

## i-バスミニ
2018年（平成30年）4月1日より「i-バスミニ」として試験運行開始。予約制の乗合タクシー（デマンド型交通）である。名鉄タクシーに運行委託している。市では「タクシー車両を使用したバス」と説明している。
前身は、2016年（平成28年）7月1日より試験運行されていた「i-タクシー」である。
駅や名鉄バス、i-バスの停留所から離れた地域（およそ駅から1㎞以上・バス停から500m以上）の公民館などにタクシー停留所を設置し、最寄りの名鉄バス、i-バスのバス停留所を結ぶフィーダー路線である。i-バスミニの停留所以外の場所では乗降できない。
利用者に制限は設けておらず誰でも利用できる。運賃は100円（未就学児は無料）。
i-バスミニの停留所は、2019年（令和元年）3月末までに44箇所設置された。2020年（令和2年）4月1日から萩原町の「レインボー萩原」に停留所を設置して名鉄尾西線 二子駅と接続開始、これによりタクシー停留所は45箇所となった。設置の多い地区は西成、丹陽町、浅井町、朝日などである。

## 車両
専用車両は各コースごとに、ラインカラーに合わせて色分けされている。
名鉄バス一宮営業所が担当する路線では、一宮コースは黄色、尾西北コースは赤色、尾西南コースは青色、木曽川・北方コースは緑色となっている。いずれもノンステップバスが採用され、中型車は三菱ふそう・エアロミディMK、小型車は日野・ポンチョが使用される。専用車両には、市の花キキョウが描かれている。一宮市のキャラクター「いちみん」が描かれた車両もある。
スイトトラベルが担当する路線では、マイクロバスの三菱ふそう・ローザが使用され、千秋町コース「千秋ふれあいバス」ではピンク色、大和町・萩原町コース「ニコニコふれあいバス」では黄色の専用車両で運行される。